# Discographie de Staind
La discographie de Staind, groupe de nu metal américain, se compose de 7 albums studio, d'un album live, d'une compilation, de 2 DVDs et de 23 singles. Le groupe s'est formé en 1995 et est composé de Aaron Lewis, Mike Mushok, Johnny April et Sal Giancarelli.

## Albums

### Albums studio
| Année | Détails | Charts | Charts | Charts | Charts | Charts | Charts | Charts | Charts | Charts | Charts | Ventes    | Certifications            |
| ----- | --- | ------ | ------ | ------ | ------ | ------ | ------ | ------ | ------ | ------ | ------ | --------- | ------------------------- |
| Année | Détails | [ 1 ]  | [ 2 ]  | [ 3 ]  | [ 4 ]  | [ 5 ]  | [ 6 ]  | [ 7 ]  | [ 8 ]  | [ 9 ]  | [ 10 ] | Ventes    | Certifications            |
| 1996  | Tormented - Sortie: 29 novembre 1996 - Label: auto-produit - Format(s): CD, K7                                                                | —      | —      | —      | —      | —      | —      | —      | —      | —      | —      | 4 000     | —                         |
| 1999  | Dysfunction - Sortie: 13 avril 1999 - Label: Elektra Records - Format(s): CD, K7                                                              | 74     | —      | —      | —      | —      | —      | —      | —      | —      | —      | 1 800 000 | 2 × Platine               |
| 2001  | Break the Cycle - Sortie: 22 mai 2001 - Label: Elektra Records - Format(s): CD, K7                                                            | 1      | 18     | 6      | 18     | 48     | 5      | 36     | 1      | 9      | 1      | 5 500 000 | 5x Platine · Or · Platine |
| 2003  | 14 Shades of Grey - Sortie: 20 mai 2003 - Label: Elektra Records - Format(s): CD, K7, DVD, DVD-Audio                                          | 1      | 35     | 32     | 16     | 57     | 17     | 78     | 26     | 30     | 16     | 1 500 000 | Platine · Or              |
| 2005  | Chapter V - Sortie: 9 août 2005 - Label: Atlantic Records - Format(s): CD, DVD, K7, Dualdisc, téléchargement                                  | 1      | 79     | 43     | 24     | —      | 37     | —      | 14     | 51     | 112    | 1 200 000 | Platine                   |
| 2008  | The Illusion of Progress - Sortie: 19 août 2008 - Label: Atlantic Records - Format(s): CD, LP, téléchargement                                 | 3      | 100    | 67     | 40     | 180    | 41     | 90     | 22     | —      | 73     | 400 000   | —                         |
| 2011  | Staind - Sortie: 13 septembre 2011 - Label: Atlantic Records - Format(s): CD, DVD, LP, téléchargement                                         | 5      | 100    | 47     | 32     | —      | 25     | —      | —      | —      | 85     | 134 000   | —                         |
| 2023  | Confessions of the Fallen - Sortie: 22 septembre 2023 - Label: Alchemy Recordings / BMG Rights Management - Format(s): CD, LP, téléchargement |        |        |        |        |        |        |        |        |        |        |           | —                         |

### Albums live
| Titre                                     | Date de sortie | Type   | Label                    |
| ----------------------------------------- | -------------- | ------ | ------------------------ |
| Live from Mohegan Sun                     | 12 juin 2012   | CD     | Eagle Records            |
| It’s Been Awhile: Live From Foxwoods 2019 | 7 mai 2021     | CD, LP | Alchemy Recordings / BMG |

### Compilations
| Titre                  | Date de sortie   | Type   | Label            |
| ---------------------- | ---------------- | ------ | ---------------- |
| The Singles: 1996-2006 | 14 novembre 2006 | CD, K7 | Atlantic Records |

## Singles
| Année | Single                  | Classement | Classement   | Classement | Classement | Classement | Classement | Classement | Classement | Classement | Classement | Classement | Certifications | Album                     |
| Année | Single                  | US Hot 100 | Adult Top 40 | US Alt.    | US Main.   | [ 2 ]      | [ 23 ]     | [ 6 ]      | [ 24 ]     | [ 7 ]      | [ 9 ]      | [ 10 ]     | Certifications | Album                     |
| 1998  | Just Go                 | —          | —            | —          | 24         | —          | —          | —          | —          | —          | —          | —          | —              | Dysfunction               |
| 1999  | Mudshovel               | —          | —            | 14         | 10         | —          | —          | —          | —          | —          | —          | —          | —              | Dysfunction               |
| 1999  | Home                    | —          | —            | 17         | 11         | —          | —          | —          | —          | —          | —          | —          | —              | Dysfunction               |
| 2001  | It's Been Awhile        | 5          | 6            | 1          | 1          | 24         | 46         | 43         | 18         | 19         | 23         | 15         | Or · Or        | Break the Cycle           |
| 2001  | Outside                 | 111        | —            | 16         | 11         | —          | 54         | 73         | 33         | 71         | 52         | 33         | —              | Break the Cycle           |
| 2001  | Fade                    | 62         | —            | 4          | 3          | 86         | —          | —          | —          | —          | —          | —          | —              | Break the Cycle           |
| 2002  | For You                 | 63         | —            | 3          | 3          | —          | —          | —          | —          | —          | —          | 53         | —              | Break the Cycle           |
| 2002  | Epiphany                | —          | —            | 28         | 22         | —          | —          | —          | —          | —          | —          | —          | —              | Break the Cycle           |
| 2003  | Price to Play           | 66         | —            | 6          | 2          | —          | —          | —          | 41         | —          | —          | 36         | —              | 14 Shades of Grey         |
| 2003  | So Far Away             | 24         | 16           | 1          | 1          | —          | —          | —          | —          | —          | —          | —          | —              | 14 Shades of Grey         |
| 2004  | How About You           | 119        | —            | 10         | 10         | —          | —          | —          | —          | —          | —          | —          | —              | 14 Shades of Grey         |
| 2004  | Zoe Jane                | —          | —            | —          | —          | —          | —          | —          | —          | —          | —          | —          | —              | 14 Shades of Grey         |
| 2005  | Right Here              | 55         | 7            | 3          | 1          | —          | —          | —          | —          | —          | —          | —          | Or             | Chapter V                 |
| 2005  | Falling                 | —          | —            | 19         | 7          | —          | —          | —          | —          | —          | —          | —          | —              | Chapter V                 |
| 2006  | Everything Changes      | —          | 33           | 32         | 22         | —          | —          | —          | —          | —          | —          | —          | —              | Chapter V                 |
| 2006  | King of All Excuses     | —          | —            | —          | 27         | —          | —          | —          | —          | —          | —          | —          | —              | Chapter V                 |
| 2008  | Believe                 | 83         | 28           | 1          | 4          | —          | —          | —          | —          | —          | —          | —          | —              | The Illusion of Progress  |
| 2008  | All I Want              | —          | —            | 21         | 20         | —          | —          | —          | —          | —          | —          | —          | —              | The Illusion of Progress  |
| 2009  | The Way I Am            | —          | —            | —          | —          | —          | —          | —          | —          | —          | —          | —          | —              | The Illusion of Progress  |
| 2009  | This Is It              | —          | —            | 38         | 27         | —          | —          | —          | —          | —          | —          | —          | —              | The Illusion of Progress  |
| 2011  | Not Again               | 122        | —            | 14         | 1          | —          | —          | —          | —          | —          | —          | —          | —              | Staind                    |
| 2011  | Something to Remind You | 119        | —            | —          | —          | —          | —          | —          | —          | —          | —          | —          | —              | Staind                    |
| 2011  | Eyes Wide Open          | —          | —            | 34         | 7          | —          | —          | —          | —          | —          | —          | —          | —              | Staind                    |
| 2023  | Lowest In Me            | —          | —            | —          | —          | —          | —          | —          | —          | —          | —          | —          | —              | Confessions of the Fallen |
| 2023  | Cycle of Hurting        | —          | —            | —          | —          | —          | —          | —          | —          | —          | —          | —          | —              | Confessions of the Fallen |
| 2023  | In This Condition       | —          | —            | —          | —          | —          | —          | —          | —          | —          | —          | —          | —              | Confessions of the Fallen |

## Collaborations
| Année | Album                                          | Chanson                                                   | Label                              |
| ----- | ---------------------------------------------- | --------------------------------------------------------- | ---------------------------------- |
| 1999  | Wonderdrug: Up the Dosage                      | Spleen (démo)                                             | Wonderdrug Records                 |
| 2000  | The Family Values Tour 1999                    | Mudshovel - Outside                                       | Interscope Records                 |
| 2000  | Take a Bite Outta Rhyme: A Rock Tribute to Rap | Bring the Noise                                           | Umvd Labels                        |
| 2002  | Live & Unreleased From Farmclub.Com            | Mudshovel                                                 | Interscope Records                 |
| 2002  | The Family Values 2001 Tour                    | Fade - It's Been Awhile - Black - Creep - One Step Closer | Elektra Records/Warner Music Group |
| 2002  | NASCAR On Fox: Crank It Up                     | See Through                                               | Mca                                |
| 2006  | WCCC Live at Planet of Sound, Vol. 2           | So Far Away                                               | WCCC-FM/Planet of Sound            |
| 2006  | Download to Donate: Tsunami Relief             | Right Here (live)                                         | Machine Shop/Warner Bros.          |

## DVD
| Titre                 | Date de sortie   | Type         | Label           | Certifications |
| --------------------- | ---------------- | ------------ | --------------- | -------------- |
| MTV Unplugged         | 20 novembre 2001 | DVD          | Elektra Records | Or             |
| Staind: The Videos    | 14 novembre 2006 | DVD          | Elektra Records |                |
| Live from Mohegan Sun | 14 août 2012     | DVD, Blu-ray | Eagle Records   |                |

## Clips vidéo
| Année | Titre              | Directeur        | Album                    | Vidéo                                       |
| ----- | ------------------ | ---------------- | ------------------------ | ------------------------------------------- |
| 1998  | Just Go            | Fred Durst       | Dysfunction              | [vidéo] « Visionner la vidéo », sur YouTube |
| 1999  | Mudshovel          | Fred Durst       | Dysfunction              | [vidéo] « Visionner la vidéo », sur YouTube |
| 1999  | Home               | Fred Durst       | Dysfunction              | [vidéo] « Visionner la vidéo », sur YouTube |
| 2001  | It's Been Awhile   | Fred Durst       | Break the Cycle          | [vidéo] « Visionner la vidéo », sur YouTube |
| 2001  | Fade               | Marcus Raboy     | Break the Cycle          | [vidéo] « Visionner la vidéo », sur YouTube |
| 2001  | Outside            | Nigel Dick       | Break the Cycle          | [vidéo] « Visionner la vidéo », sur YouTube |
| 2001  | For You            | Nigel Dick       | Break the Cycle          | [vidéo] « Visionner la vidéo », sur YouTube |
| 2002  | Epiphany           | Fred Durst       | Break the Cycle          | [vidéo] « Visionner la vidéo », sur YouTube |
| 2003  | Price to Play      | Frères Strause   | 14 Shades of Grey        | [vidéo] « Visionner la vidéo », sur YouTube |
| 2003  | So Far Away        | Nigel Dick       | 14 Shades of Grey        | [vidéo] « Visionner la vidéo », sur YouTube |
| 2003  | How About You      | Fuse             | 14 Shades of Grey        | [vidéo] « Visionner la vidéo », sur YouTube |
| 2005  | Right Here         | Nathan Cox       | Chapter V                | [vidéo] « Visionner la vidéo », sur YouTube |
| 2005  | Falling            | Mike Sloat       | Chapter V                | —                                           |
| 2006  | Everything Changes | Mike Sloat       | Chapter V                | —                                           |
| 2008  | Believe            | Christopher Sims | The Illusion of Progress | [vidéo] « Visionner la vidéo », sur YouTube |
| 2008  | All I Want         | Christopher Sims | The Illusion of Progress | [vidéo] « Visionner la vidéo », sur YouTube |
| 2008  | The Way I Am       | Christopher Sims | The Illusion of Progress | [vidéo] « Visionner la vidéo », sur YouTube |
| 2011  | Not Again          | P. R. Brown      | Staind                   | [vidéo] « Visionner la vidéo », sur YouTube |
| 2012  | Eyes Wide Open     | —                | Staind                   | [vidéo] « Visionner la vidéo », sur YouTube |

## Bandes son
| Titre                                           | Chanson    | Date de sortie  | Label           |
| ----------------------------------------------- | ---------- | --------------- | --------------- |
| Scream 3: The Album                             | Crawl      | 25 janvier 2000 | Wind-up Records |
| Transformers: Revenge of the Fallen – The Album | This Is It | 12 juin 2009    | Reprise Records |
| Transformers: Dark of the Moon – The Album      | The Bottom | 14 juin 2011    | Reprise Records |